# Aeropuerto Frans Seda
El Aeropuerto Frans Seda  (en indonesio: Bandar Udara Frans Seda)  (IATA: MOF, ICAO: WATC, antes WRKC) también conocido como aeropuerto Wai Oti o aeropuerto de Maumere, es un aeropuerto que sirve a la ciudad de Maumere, la ciudad más grande en la Isla de Flores, en la provincia de Nusa Tenggara Oriental, en Indonesia.
El aeropuerto se encuentra a 35 m (115 pies) sobre el nivel medio del mar. Se ha designado una pista 05/23 con una superficie de asfalto que mide 1.823 por 30 metros (5.981 x 98 pies).

## Aerolíneas y destinos
| Aerolíneas | Destinos                      |
| ---------- | ----------------------------- |
| Wings Air  | Kupang, Labuan Bajo, Makassar |